# Rio São João (bacia do rio Itabapoana)
O rio São João é um curso de água que banha a Zona da Mata do estado de Minas Gerais, no Brasil. É o principal formador do rio Itabapoana. As nascentes do rio São João localizam-se a uma altitude de aproximadamente 1 100 metros, no município de Espera Feliz.
Em seu percurso, o rio São João atravessa as cidades de Espera Feliz e Caiana. Antes da cidade de Espera Feliz, o rio São João recebe as águas de seu principal afluente, o rio Caparaó, que nasce junto ao pico da Bandeira, na serra do Caparaó. Após a cidade de Caiana, na divisa entre os estados de Minas Gerais, Rio de Janeiro e Espírito Santo, o rio São João recebe as águas do rio Preto, que também nasce na serra do Caparaó, formando, aí, o rio Itabapoana.